# Rua Conselheiro Furtado
A Rua Conselheiro Furtado é uma importante via arterial da cidade de São Paulo, ligando o bairro da Aclimação ao centro da urbe paulista.

## Descrição

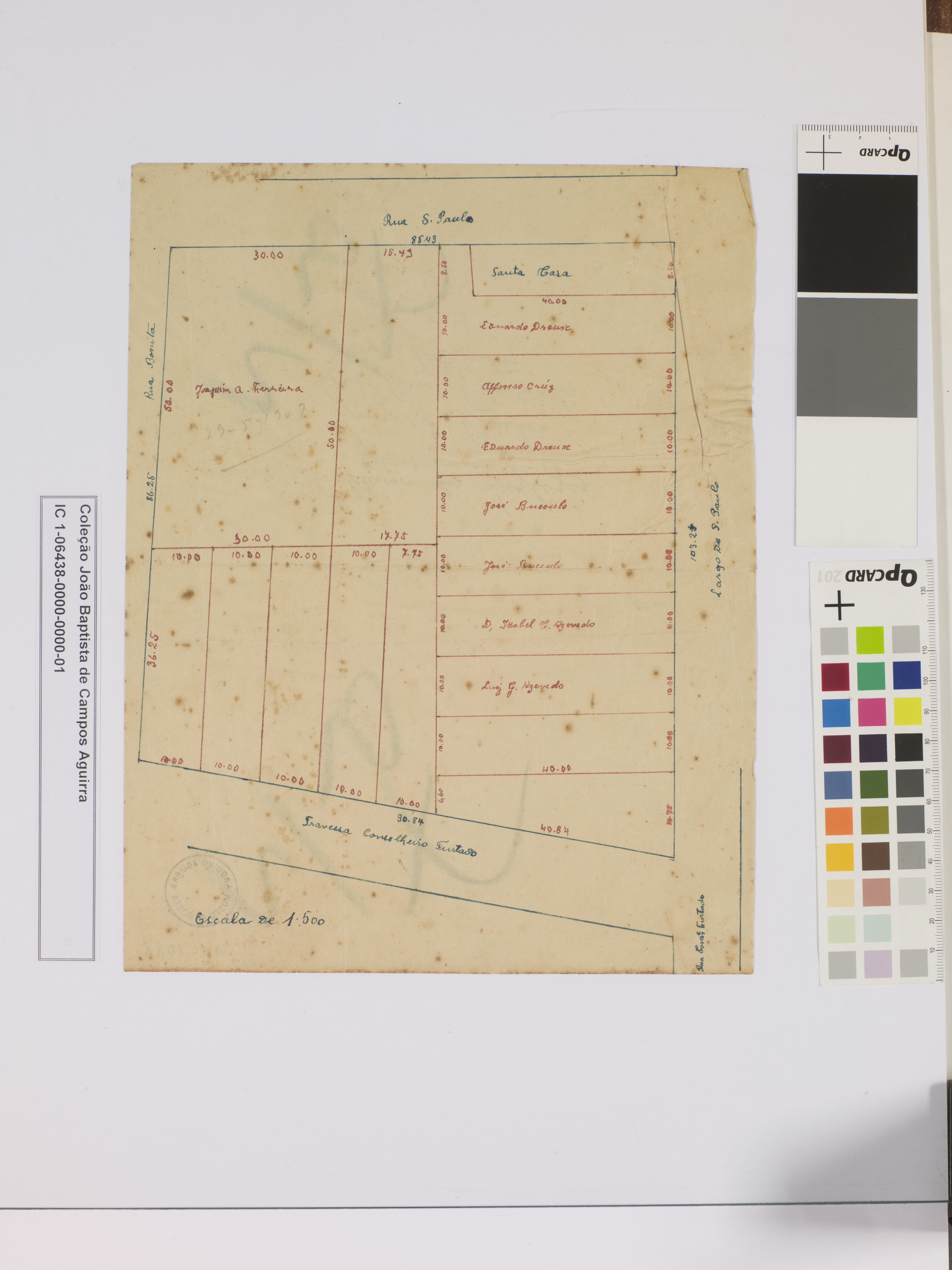
Planta de divisão de lotes centro de São Paulo

A Rua Conselheiro Furtado juntamente com a Rua Conde de Sarzedas, foram criadas quando do loteamento da Chácara Tabatinguera, no centro da cidade de São Paulo.
O logradouro passou por obras de regularização e alinhamento np ano de 1924, durante a gestão do prefeito Firmiano de Morais Pinto. Passando por outra grande reforma em 1968, quando a rua foi alargada.
No local está sendo construído o prédio que abrigará o Tribunal de Justiça do Estado de São Paulo.
Trata-se de via de mão dupla entre a Praça Doutor João Mendes e a esquina com a Rua da Glória e via de mão única (sentido Aclimação) após este cruzamento. É servida por 8 linhas de ônibus e trólebus distintas, a maioria com destino à região sudeste (Área 5) ou ao Centro.

## Origem do nome
Seu nome homenageia Francisco Maria de Souza Furtado de Mendonça (1812-1890), o Conselheiro Furtado, nascido em Luanda, Angola que foi delegado de polícia e professor da Faculdade de Direito de São Paulo.